# 마리나 마시로니
마리나 마시로니(Marina Massironi, 1963년 5월 16일 ~ )는 이탈리아의 배우이다.

## 출연 작품
- 레터스 투 줄리엣 - 프란체스카 역
- 풀체의 자리 - 아니타 역